# Поетична топоніміка
«Поетична топоніміка. Поезія та проза про міста і села України» — літературно краєзнавче видання, альманах. Перша книжка поезії та прози про села і міста України, поєднаних із просвітницьким краєзнавством.
Автором ідеї альманаху є Любов Сердунич, теми — поетеса Наталія Хаммоуда.
Редактор-упорядник Любов Сердунич, передмова Юрія Пероганича. — Хмельницький: Видавець ФОП Цюпак А. А., — 2015. 228 сторінок. ISBN 978-617-513-350-7.
Альманах виданий на кошти співавторів, накладом 340 примірників. Головний спонсор альманаху — Надія Козак, її коштом видано 40 примірників.

## Вміст
Збірник містить художні твори і краєзнавчі довідки про 90 населених пунктів України. Видання багате фактичним матеріалом, цікавими гіпотезами, насичене власними враженнями авторів. Охоплено різні сфери життя населених пунктів у різні часи минувшини з погляду історії, літератури, географії, ономастики, фольклору.

## Автори
До збірника увійшли твори 77 авторів:
Базів Микола, с. Кропивник; Бенедишин Любов, м. Сокаль; Бідзіля Тетяна, м. Бережани, с. Івашковиця
Бовшик Богдан, м. Жовква, м. Львів; Бойко Надія, с. Лиса, м. Львів; Бондаренко Вікторія, м. Львів; Васильєва Тамара, с. Куліші; 
Григорук Юлія, с. Пеньківка; Грицан-Чонка Тетяна, м. Тячів; Гуменюк Марія, м. Тернопіль; Демура Людмила, с. Смільчинці; Дениско Василь, с. Загрунівка; Дзвінка Марічка, м. Львів; Дзісяк Ярослав, м. Львів; Дідух-Сондей Анна, м. Львів; Дяків Оксана, м. Заліщики; Жмурко Леонід, м. Шепетівка; Жовнір Людмила, с. Жовте; Задорожна Маріанна, м. Львів; Захар'єв Володимир, с. Залісці; Ілюк Ольга, смт Глибока; Козак Надія, с. Самолусківці, м. Тернопіль; Колтакова Ірина, м. Глухів; Корнійчук Тетяна, с. Малий Стидин; Кучмій Микола, с. Васильківці; Лапінська Карина, м. Хмельницький; Лесюк Роман, м. Івано-Франківськ, м. Київ; Литовченко Галина, Руде Село; Мазур Наталя, м. Дунаївці; Максимчук Віктор, м. Вижниця; Михайлов Віталій, м. Родинське; Міхалевський Віталій, с. Подільське; Мовчан Зоряна, смт Лопатин, м. Радехів; Могиленко Олексій, м. Хорошів, смт Рокитне; Москвич Володимир, с. Семиполки; Нестеренко-Ланько Лідія, м. Львів, с. Заріччя; Низовий Іван, с. Марківка, м. Білопілля;
Олеш Віра, м. Угнів, с. Сілець, м. Соснівка, с. Княжий Міст, м. Белз; Омельченко Лариса, м. Підгороднє; Осадчук Олександр, с. Нова Синявка; Павленко Валентина, с. Кропивна; Павличко Ярослава, м. Жовква, м. Київ; Палагнюк Мар'яна, с. Лисичники; Паливода Петро, с. Лебедівка; Пероганич Юрій, с. Сможе; Пікас Любов, м. Моршин; Позняк Надія, м. Суми, м. Ромни; Поливода Світлана, м. Дніпро; Пуляєва-Чижович Людмила, м. Львів; Пустовий Іван, смт Нова Ушиця, смт Віньківці; Рибачук-Прач Галина, м. Камінь-Каширський, м. Вінниця; Ризванюк Павло, м. Новий Розділ, м. Рожище; Рудаков Микола, смт Чупахівка; Ручай Ганна, м. Біла Церква, с. Острійки, м. Узин; Сердунич Любов, с. Теліжинці; смт Стара Синява; с. Пилява; Скруха Світлана, с. Пляшева, с. Острів; Солодовнікова Марія, м. Кривий Ріг; Стасюк Микола, м. Хмільник; Сторожук Валентина, с. Сосонка; Тараб Ольга, с. Ківшарівка; Таршин Надія, с. Сморжів; Титарів Юрій, с. Княжичі; Ткачівська Марія, м. Івано-Франківськ; Франко Олеся, м. Калуш; Хаммоуда (Дутка) Наталя, с. Кошилівці; Хомич Лілія, смт Млинів; Цибульська Таїсія, м. Кременчук; Цимбалюк Михайло, с. Моломолинці, с. Бакота, м. Хмельницький; Цюпак Алла, с. Шевченкове; Череп-Пероганич Тетяна, х. Тимки, с. Стара Басань; Швець-Васіна Олена, м. Дніпро; Шевернога Маргарита, с. Кривчик; Шумейко (Сас) Людмила, смт Млинів; Шурман Віра, с. Воробіївка, м. Хмільник; Ярохно (Проказюк) Лідія, с. Губин, м. Рівне; Ярчук Володимир, с. Мшанець, м. Хмельницький; Яцура Людмила, смт. Межова, м. Дніпро, смт. Петриківка.

## Презентації
Вперше альманах був презентований 8 грудня 2015 року в Старосинявській центральній районній бібліотеці.
10 грудня 2015 альманах презентований у Вінницькій обласній універсальній науковій бібліотеці імені Тимірязєва,
14 грудня 2015 — в Хмельницькій обласній універсальній науковій бібліотеці імені Миколи Островського,
21 грудня 2015 — у Львівській обласній бібліотеці для дітей.
6 лютого 2016 «Поетичну топоніміку» презентовано в Києві у приміщенні Національної спілки письменників України.

## Поетична топоніміка-2
«Поетична топоніміка-2. Поезія, проза про топоніми України» — літературно-краєзнавче видання, альманах. Перша книжка поезії та прози про села і міста України, поєднаних із просвітницьким краєзнавством. Випуск другий.
Редактор-упорядник Любов Сердунич, передмова Любови Сердунич. — Хмельницький: Видавець ФОП Цюпак А. А., — 2018. 248 сторінок. ISBN 978-617-513-525-9.
Альманах видано на кошти співавторів накладом 200 примірників.
Збірник містить художні твори і краєзнавчі довідки про населені пункт України. Видання багате фактичним матеріалом, цікавими гіпотезами, насичене власними враженнями авторів. Охоплено різні сфери життя населених пунктів та инших топонімів у різні часи минувшини з погляду історії, літератури, географії, ономастики, фольклору.
До другого випуску збірника увійшли твори 50-ох авторів:
Батюк-Нечипоренко Лілія, м. Київ,  с. Кучаків; Бачіа Патара (Любов Печінка), м. Теребовля; Бідзіля Тетяна, с. Івашковиця, м. Ужгород, м. Бережани; Бойко Надія, с. Лиса, м. Львів; Бригас Олександр, м. Коростень, Брич Галина, м. Дрогобич, Будугай Ольга, м. Гуляйполе, м. Бердянськ, Булахова Ірина, м. Суми, Виноградська Галина, м. Львів, м. Івано-Франківськ, Вістовський Олег, с. Іване-Золоте, Геник Леся, м. Луцьк, Гій-Шишка Лідія, с. Войславичі, м. Сокаль, Гуржій Надія, с. Ташлик, с. Баратівка, Данилюк Наталя, смт Перегінське, Дністран Оксана, м. Долина, м. Ніжин, Доленник Інна, м. Кривий Ріг, Запорожченко Галина, с. Лиса, м. Львів, Істин Микола, м. Івано-Франківськ, Колтакова Ірина,с. Береза, Коризма Галина, с. Замулинці, Кривун Наталя, с. Ясень, Купрій-Кримчук Тетяна, с. Виводове, с. Стрюківка, Лях-Породько Олекса, м. Томаківка, Максимишин-Корабель Оксана, м. Яворів, Мельник Петро, м. Заліщики, Михайличенко (Родана) Наталя, м. Суми, Обшарська Раїса, с. Устечко, Онацька Галина, м. Краматорськ, с. Велика Любаша, Осадчук Олександр, с. Нова Синявка, с. Ілятка, Пікас Любов, м. Моршин, Пустовий Іван, Поділля, село Тополівка, Рачинська Світлана, м. Дубно, Рибачук-Прач Галина, с. Добре, озеро Свитязь, Романишин Ольга, м. Львів, Ромен (Шевченко) Людмила, м. Суми, м. Ромни, с. Перекопівка, с. Верхосулка, Савчин Ярослав, с. Липовиця, Семена Надія, с. Великий Крупіль, с. Малий Крупіль, Сердунич Любов, смт Меджибіж, с. Теліжинці, р. Дністер, Снітко Людмила, м. Олександрія, с. Войнівка, Соболевська Світлана, м. Житомир, Солодовнікова Марія, м. Кривий Ріг, Тома Ірина, с. Долинівка, Третяк Ніна, с. Лазірки, м. Гребінка,  Філонюк (Максимчук) Галина, м. Острог, Цибульська Таїсія, смт Компаніївка, Цимбалюк Михайло, с. Миньківці, Отроків, Притулівка, м. Овруч,  Чевелюк Микола, с. Ліски, смт Ямпіль, смт Гриців, Шевернога (Каменєва) Маргарита, с. Першотравневе, с. Кривчик, Шостацька Людмила, с. Миколаїв, смт Чорний Острів, м. Хмельницький, Яцура Людмила, с. Новопавлівка, с. Тарасівка.

## Презентації
12 вересня 2018 — в Хмельницькій обласній універсальній науковій бібліотеці, http://www.ounb.km.ua/news/2018/2018_09_03_2/2018_09_03_2.php [Архівовано 15 вересня 2018 у Wayback Machine.]
28 жовтня 2018 року в читальній залі Старосинявської районної книгозбірні відбулося представлення всеукраїнського альманаху «Поетична топоніміка-2»: https://sinyava-cbs.at.ua/news/prezentacija_vseukrajinskogo_zbirnika_poetichna_toponimika_2/2018-10-26-282 [Архівовано 15 липня 2019 у Wayback Machine.]
Презентація альманаху «Поетична топоніміка-2» відбулася 6 березня 2019 року у читальній залі Дрогобицької центральної міської бібліотеки ім. В.Чорновола: https://drohobych-rada.gov.ua/biblioteka-literaturna-zustrich-z-galynoyu-brych-foto/ [недоступне посилання з листопадаа 2019]